# Страх

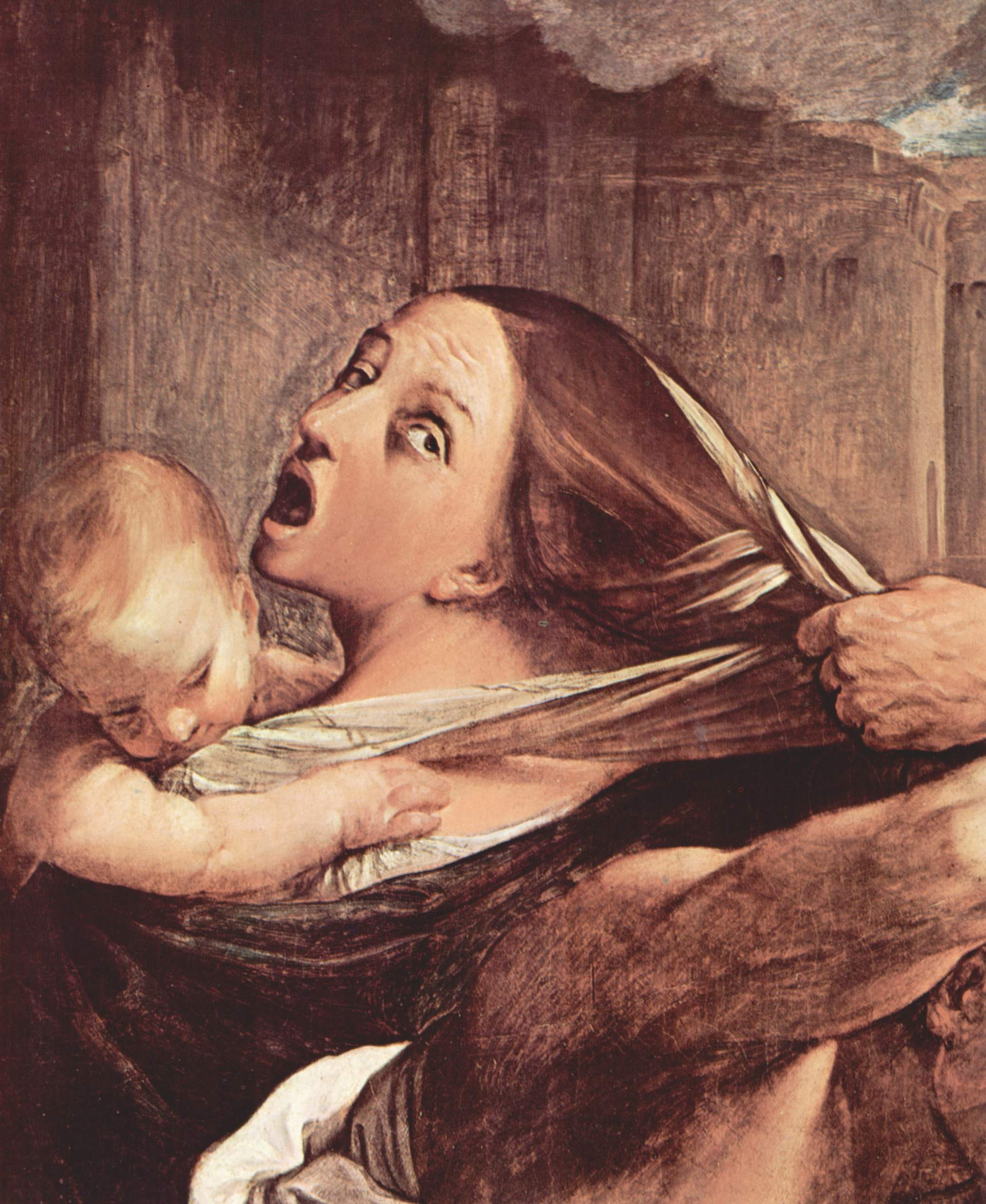
Гвидо Рени «Избиение младенцев» фрагмент. 1611

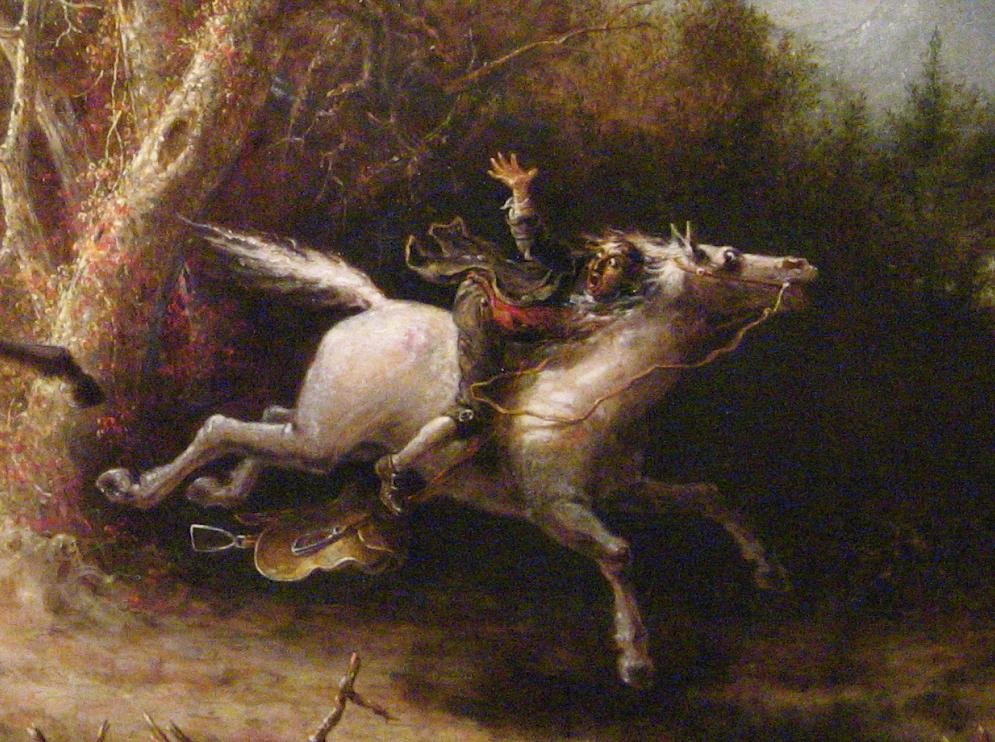
Джон Куидор «Всадник без головы преследует Икабода Крейна» (1858).

Страх — эмоция или чувство, возникающее из-за ощущения воображаемой или реальной опасности, которая в свою очередь может представлять угрозу для жизни человека.
В психологии страх считается отрицательно окрашенным эмоциональным процессом. Играет как положительную, так и отрицательную роль. В животном мире страх — эмоция, основанная на прошлом негативном опыте, играющая большую роль в выживании особи.

## Страх в психологии
Доктор психологических наук Захаров Александр Иванович определил, что первый страх появляется у детей в возрасте шести месяцев. Со второго года жизни, через наказания со стороны родителей, страх, который обусловлен возросшей активностью детей и запретами со стороны взрослых, постепенно растёт. Для детей возраста 3 — 4 лет характерна триада страхов: одиночества, темноты и замкнутого пространства. В 5 — 6 лет может появиться фобия, выражающаяся в страхе перед какими-либо катастрофами, ведущими к гибели мира: нападением инопланетян, войнами, ядерными взрывами, наводнением. К этому же виду фобий относится и боязнь нападения бандитов, хулиганов. Для дошкольников особенно распространены так называемые «медицинские» страхи. При поступлении в школу меняется и характер страхов детей: на первое место выходят страх опоздания, невыученных уроков и наказания родителей. По результату проведённых исследований сделан вывод, что страхи взрослых людей зачастую пускают свои корни в детстве, обладают особенностью переходить из одного возрастного этапа в другой.
А. И. Захаров отметил, что страх — это «аффективное (эмоционально заострённое) состояние, возникающее при конкретной угрозе для жизни и благополучия человека». Кроме того, страх сопровождается физиологическими изменениями высшей нервной деятельности, отражающимися на частоте пульса и дыхания, показателях артериального давления, выделении желудочного сока.
В теории дифференциальных эмоций К. Изарда страх отнесён к базовым эмоциям, то есть является врождённым эмоциональным процессом, с генетически заданным физиологическим компонентом, строго определённым мимическим проявлением и конкретным субъективным переживанием. Причинами страха считают реальную или воображаемую опасность. Страх мобилизует организм для реализации избегающего поведения, убегания.

### В психологии общения
Страх как базовая эмоция человека, сигнализируя о состоянии опасности, зависит от многих внешних, внутренних, врождённых или приобретённых причин. Когнитивно сконструированные причины возникновения страха: чувство одиночества, отверженности, подавленности, угрозы самоуважению, чувство неминуемого провала, ощущение собственной неадекватности. Последствия страха: эмоциональные состояния неуверенности, сильное нервное напряжение, побуждающие личность к бегству, поиску защиты, спасения. Основные функции страха и сопутствующих ему эмоциональных состояний: сигнальная, защитная, адаптационная, поисковая.

### В управлении
Американский психолог Эми Эдмондсон утверждает, что использование страха перед начальством в управлении приводит к разрушению психологической безопасности в коллективе, что, в свою очередь, имеет множество негативных последствий

### Фобии
Психические расстройства, при которых некоторые ситуации или объекты, условно не являющиеся опасными, вызывают тревогу и страх, называются «фобиями».

### Страх и тревога
А. И. Захаров отмечал, что тревога и страх объединяются общим чувством беспокойства. Но, в отличие от страха, тревога — это «эмоционально заострённое ощущение предстоящей угрозы». Чаще всего тревога возникает как ожидание какого-то события, которое трудно прогнозировать и которое может угрожать неприятными последствиями.

### Классификация страхов
Выделяют обычный (естественный или возрастной) и патологический уровни страха. Обычный страх кратковременен, обратим, исчезает с возрастом, не затрагивает глубоко ценностные ориентации человека, существенно не влияет на его характер, поведение и взаимоотношения с окружающими людьми. Патологический уровень страха проявляется в крайних, драматических формах выражения (ужас, эмоциональный шок, потрясение) или в затяжном, навязчивом, труднообратимом течении, непроизвольности, то есть полное отсутствие контроля со стороны сознания, неблагоприятном воздействии на характер, межличностные отношения и приспособление человека к социальной действительности.
Другой классификацией является деление страхов на реальный и воображаемый, острый и хронический, причём если реальный и острый страхи связаны с конкретной ситуацией, то воображаемый и хронический с особенностями личности.

## Страх в культуре
Именно осознание конца своего существования, грубее — страх смерти, ритуализировало жизнь первобытного человека. Способы, регуляторы и результаты человеческого существования менялись. Не последнюю роль сыграл страх в появлении государства. Можно сказать, что одним из факторов создания общин был комплекс страхов. Следствием этого комплекса стало стремление к объединению, с тем чтобы бороться против опасностей сообща.
Если говорить о религиях, такое значительное место занимавших (и занимающих) в жизни человека, то в каждой из них ключевое место занимает также страх. Причём здесь страх поднимается на метафизический уровень и включает в себя не только проблему жизни и смерти, но и нравственный аспект. Сама смерть становится своеобразной границей, местом перехода в иной мир. И от того, как человек прожил свою жизнь, зависит то, чем иной мир окажется для него. В данном случае представляемый источник страха находится не в объективной реальности (то есть не в окружающем мире), а за пределами непосредственного познания. В каком-то смысле, можно считать, что страх оказал большое влияние на развитие такого критерия, как нравственность.
Отдельное место страх занимает в художественном искусстве и литературе, как то: жанр готического романа (или готического рассказа), жанр ужасов (хоррор) в литературе, кинематографе и видеоиграх. Эпический и мифологический фольклор, народные суеверия являются одним из наиболее часто используемых источников для этих произведений. Среди других источников можно назвать социальные фобии, распространённые в ту или иную эпоху.
Страх выступает мощным социокультурным регулятором и заслуживает самого пристального внимания со стороны современной гуманитарной науки в целом и особенно культурологического знания.

## Страх у животных
Животные также испытывают страх. В животном мире страх — «эмоция, основанная на прошлом негативном опыте, имеющая большое значение для выживания особи». Для изучения страха у животных используют условно-рефлекторную реакцию страха, которая характеризуется следующим:
- Возникает при предъявлении условных стимулов, ранее сочетавшихся с болевым раздражением;
- В ходе условно-рефлекторной реакции страха животное замирает, у него происходят вегетативные и гормональные изменения;
- Условно-рефлекторная реакция у животного способна со временем угасать, но может после угашения самопроизвольно восстанавливаться. Это указывает на то, что память о страхе сохраняется, а угасают лишь поведенческие проявления страха.

Опыты, проведённые Н. Б. Саульской, Н. В. Фофоновой и П. В. Судоргиной над крысами показали, что животные, подвергнутые выработке и реализации условно-рефлекторной реакции страха, через одни сутки после выработки демонстрируют пониженную (по сравнению с контрольными животными) исследовательскую активность в новой камере. Такое снижение активности объясняется тем, что животное становится более осторожным из-за перенесённого негативного опыта. Более того, у животных, подвергнутых выработке условно-рефлекторной реакции страха, через сутки после опыта (он сопровождался разрядом электротока) при появлении нового стимула сильнее внимание и реакция замирания, чем у контрольных животных.
Страх у животного проходит три стадии: возникновение, выражение и угашение. Выражение страха у подопытных животных (крыс, мышей и кроликов) проходит в виде реакции затаивания.
Физиологически в возникновении всех трёх стадий решающую роль играет миндалина. Разрушение базолатеральной миндалины у крыс приводило к нарушению выражению у них страха (реакции замирания на новый угрожающий стимул — кожаный мячик, покрытый шерстью кошки).
Скорость угашения страха у животного можно регулировать путём введения определённых веществ в базолатеральное ядро миндалины. В научной литературе доказано, что введение мусцимола в миндалину приводит к уменьшению выражения у животного условно-рефлекторного страха (как в виде затаивания, так и в виде изменения частоты дыхания и сердцебиения).
Учёные Института высшей нервной деятельности и нейрофизиологии РАН И. В. Павлова и М. П. Рысакова пришли к выводу, что введение в базолатеральное ядро миндалины мусцимола и бикукуллина перед сеансами угашения страха приводило к ускорению процесса угашения у многозатаивающихся крыс, не оказывая влияния на малозатаивающихся крыс. Опыты проводили на 33 крысах самцах. После отбраковки были выделены две группы животных: малозатаивающиеся крысы (16 особей) и многозатаивающиеся крысы (14 особей).
Согласно исследованию учёных из университетов Гуэлфа и Макгилла, страх может способствовать исчезновению небольших популяций животных.

## Страх у человека
Нельзя, чтоб страх повелевал уму; 

Иначе мы отходим от свершений, 

Как зверь, когда мерещится ему.

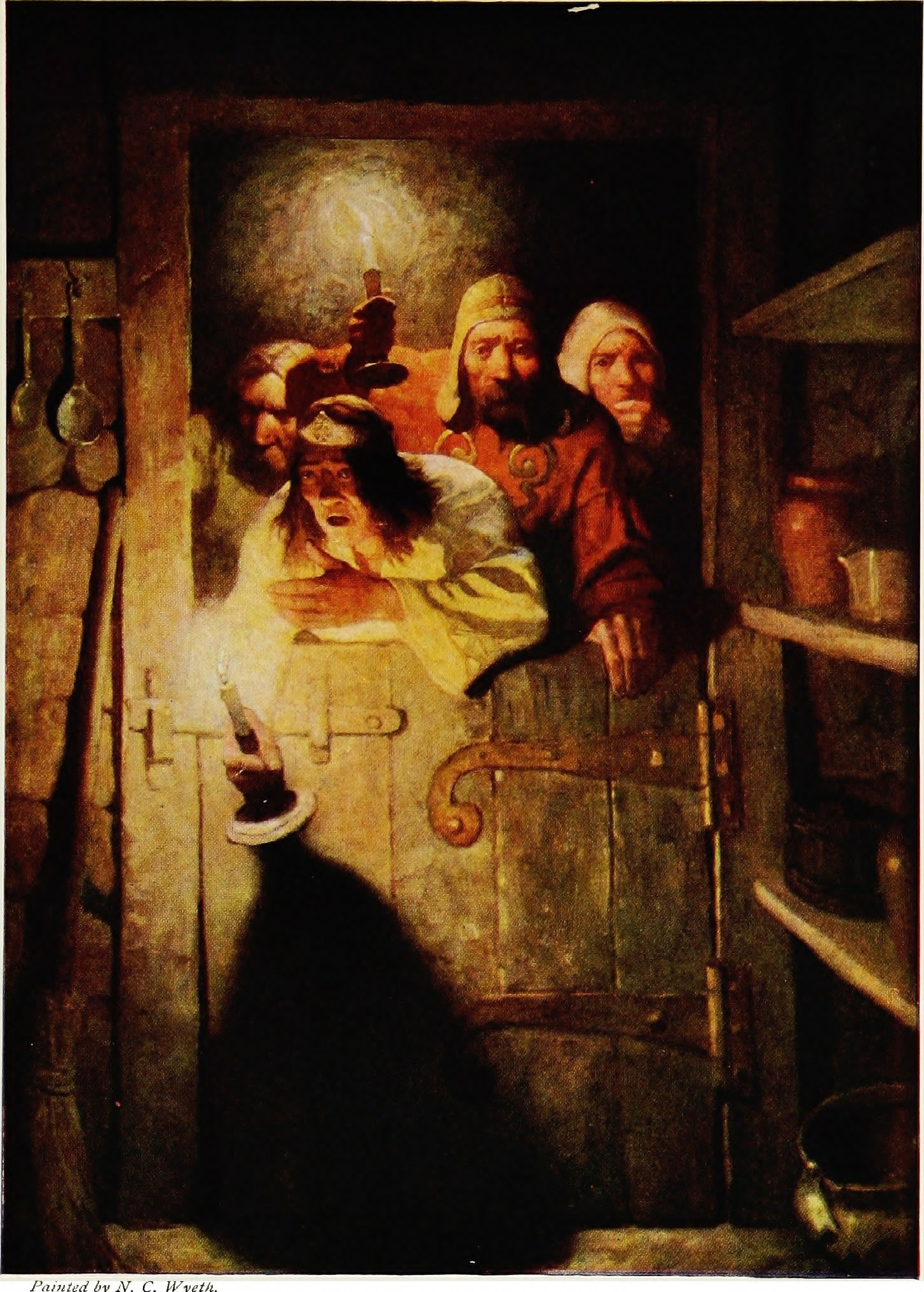
Ньюэлл Конверс Уайет «Первые шаги Торонгунны» (1915)

В повседневной жизни или в чрезвычайных ситуациях человеку приходится преодолевать опасности, угрожающие его жизни, что вызывает страх, то есть кратковременный или длительный эмоциональный процесс, порождаемый действительной или мнимой опасностью, сигнал тревоги. Обычно страх вызывает неприятные ощущения, но при этом он может являться сигналом к защите, так как главная цель, стоящая перед человеком, — остаться живым. Однако следует учитывать, что ответом на страх могут быть необдуманные или бессознательные действия человека, вызванные паникой — проявлением сильной тревоги.
Протекание эмоции страха в разных ситуациях у разных людей может существенно различаться, как по силе, так и по влиянию на поведение.
Страх может проявляться в виде возбуждённого или подавленного эмоционального состояния. Очень сильный страх (например, ужас) часто сопровождается именно подавленным состоянием. Помимо общего термина «страх», для различных близких по природе негативных эмоциональных состояний используются термины «тревога», «испуг», «паника», «фобия» и т. д. Например, кратковременный и сильный страх, вызванный внезапным сильным раздражителем, называют «испугом», а длительный, слабо выраженный, диффузный страх — «тревогой».
Такие психические расстройства, как фобии, могут приводить к частому и сильному переживанию страха человеком. Фобией называют навязчивый, иррациональный страх, связанный с определённым предметом или ситуацией, с которым человек не может справиться самостоятельно.
Некоторые философы, особенно те, которые подходят к этому явлению с чисто моральных позиций, считают страх вредной эмоцией с плохими последствиями. Другие философы, особенно те, которые рассматривают страх как преимущественно биологическое явление, наоборот, считают это состояние полезным, поскольку оно оповещает об опасных ситуациях. Страх понимается и как одно из возможных состояний человеческого бытия. Эти точки зрения не взаимоисключают друг друга, так как и ощущение боли обеспечивает самосохранение индивида и становится непродуктивным или опасным лишь в наиболее интенсивных и длительных проявлениях.

## Детский (возрастной) страх
Детские (возрастные) страхи возникают в очень раннем возрасте и носят временный характер. Детский страх — нормальное явление, если он продолжается не более 3-4 недель. Причинами возникновения детских страхов являются богатая фантазия ребёнка, негативный опыт (например, укус собаки может стать причиной страха перед собаками), а также внушение как со стороны взрослых, так и со стороны других детей. Детский страх зачастую вызывают явления, которые не пугают взрослых: сказочные герои, темнота и т. п. Особенно много страхов у детей 5 — 8 лет. Детские страхи делят на природные и социальные. Наиболее ранними являются природные страхи, которые появляются в дошкольном возрасте. Ребёнок уже в возрасте до 1 года боится громкого шума, незнакомых людей, а также смены обстановки. Среди детей старшего дошкольного и младшего школьного возрастов распространён страх смерти. В подростковом возрасте преобладают социальные страхи — провала, осуждения, наказания, бесперспективности и невозможности самореализации и другие. Для устранения детских страхов применяют арт-терапию, сказкотерапию и другие методы.

## Степени и виды страха
Страх может быть описан различными терминами в зависимости от выраженности: испуг, ужас, паника.
Профессор Ю. В. Щербатых предложил свою классификацию страхов.
Он разделяет все страхи на три группы:
- биологические,
- социальные,
- экзистенциальные.

К первой группе относятся страхи, непосредственно связанные с угрозой жизни человеку, вторая представляет боязни и опасения за изменение своего социального статуса, третья группа страхов связана с самой сущностью человека, характерна для всех людей. Социальные страхи вызваны ситуациями, которые могут нести угрозу не жизни или здоровью человека, а его социальному статусу или самооценке личности (страх публичных выступлений, социальных контактов, ответственности и т. д.). Экзистенциальные страхи связаны с интеллектом и вызываются размышлениями над вопросами, затрагивающими проблемы жизни, смерти и самого существования человека. Это страх перед смертью, перед временем, перед бессмысленностью человеческого существования и т. д.
Исходя из этого принципа, страх пожара относится к первой категории, страх публичных выступлений — ко второй, а страх смерти — к третьей. Между тем имеются и промежуточные формы страха, стоящие на грани двух разделов. К ним, например, относится страх болезней. С одной стороны — болезнь имеет биологический характер (боль, повреждение, страдание), но с другой — социальную природу (выключение из нормальной деятельности, отрыв от коллектива, снижение доходов, увольнение с работы, бедность и т. д.). Поэтому данный страх находится на границе 1 и 2 группы страхов, страх глубины (при купании) — на границе 1 и 3 группы, страх потери близких — на границе 2 и 3 группы и т. д. На самом деле в каждом страхе в той или иной мере присутствуют все три составляющие, но одна из них является доминирующей.
Человеку свойственно бояться опасных животных, ситуаций и явлений природы. Страх, возникающий по этому поводу, носит генетический, или рефлекторный, характер. В первом случае реакция на опасность записана на генетическом уровне, во втором (основанная на собственном негативном опыте) — записывается на уровне нервных клеток. В обоих случаях есть смысл проконтролировать полезность подобных реакций при помощи разума и логики. Возможно, что данные реакции утеряли своё полезное значение и лишь мешают человеку жить счастливо. Например, имеет смысл с осторожностью относиться к змеям, и глупо бояться пауков; можно вполне обоснованно побаиваться молний, но не грома, который не может причинить вреда. Если подобные страхи причиняют человеку неудобство, можно постараться перестроить свои рефлексы.
Страхи, возникающие в ситуациях, опасных для жизни и здоровья, носят охранительную функцию и поэтому полезны. Страхи же перед медицинскими манипуляциями могут нанести вред здоровью, так как помешают человеку вовремя установить диагноз или провести лечение.

## Физиология
За страх в человеческом мозге отвечает миндалевидное тело. У пациента, миндалевидное тело которого оказалось полностью разрушено вследствие болезни Урбаха-Вите, наблюдалось отсутствие страха.

### Два нейронных пути страха
Развитие чувства страха определяется двумя нейронными путями, которые, в идеале, функционируют одновременно. Первый из них, ответственный за развитие основных эмоций, реагирует быстро и сопровождается большим количеством ошибок. Второй реагирует медленнее, но более точно.

#### Быстрый путь
Первый путь позволяет нам быстро ответить на признаки опасности, но часто срабатывает как ложная тревога. Второй путь позволяет нам более точно оценить ситуацию и ответить на опасность точнее. В этом случае чувство страха, инициированное первым путём, блокируется функционированием второго пути, который оценивает определённые признаки опасности как нереальные.
При первом пути (низком, коротком, подкорковом) эмоциональный стимул, отражаясь в чувствительных ядрах зрительного бугра, замыкается на амигдалярных ядрах зрительного бугра, вызывая эмоциональный ответ.

#### Длинный путь
При втором пути (высоком, длинном, корковом) эмоциональный стимул, отражаясь в чувствительных ядрах зрительного бугра, восходит в сенсорные отделы коры головного мозга и уже из них направляется в ядра амигдалярного (миндалевидного) комплекса, формируя эмоциональный ответ.
При фобиях второй путь функционирует неадекватно, что приводит к развитию чувства страха на стимулы, не несущие опасности.

## Угашение памяти о страхе
Основная проблема болезней, вызванных стрессовыми воздействиями, — это неспособность пациентов тормозить проявление памяти о неприятных событиях. Поэтому при лечении болезней, обусловленных длительным сохранением реакций страха, врачи используют процедуру угашения памяти о страхе (например, предъявляют пациенту объекты или ситуации, вызывающие страх, при отсутствии какой-либо угрозы).
Угашение не является забыванием страха. Отличия процесса угашения следующие:
- Во время угашения формируется новый след памяти;
- Угашение — результат изменённой иерархии вновь выученных ответов, когда вновь приобретаемое поведение замещает ранее сформированный условный рефлекс.